# 颶風艾達
颶風艾達（英語：Hurricane Ida）是有记录以来袭击美国路易斯安那州的第二大毁灭性且致命性飓风，仅次于飓风卡特里娜 ，就登陆时的最大持续风速（150英里/小时（240公里/小时))而言。并且与一年前的飓风劳拉和1856年吹袭美国的飓风的最高风速持平并列为该洲有史以来最强的飓风。这场风暴还在美国东北部造成了灾难性的洪水。为2021年大西洋飓风季的第九场被命名风暴、第四场飓风和第二场大型飓风，艾达起源于加勒比海的东风波，于8月26日发展成热带低气压。低气压进一步组成并于当天晚些时候在大开曼岛附近成为热带风暴艾达。在有利的条件下，艾达于8月27日增强为飓风，就在穿越古巴西部之前。一天后，飓风在墨西哥湾上空快速增强，达到最高强度，在接近墨西哥湾北部海岸时成为四级飓风。8月29日，也就是卡特里娜飓风的16周年。艾达路易斯安那州富尔琼港附近登陆。艾达在陆地上空稳步减弱，并于8月30日转向东北成为热带低气压。9月1日，艾达在加速穿过美国东北部时转变为后热带气旋，然后于第二天进入大西洋前打破了多个地点的多项降雨记录。.之后，艾达的残留进入圣劳伦斯湾并在那里停留了几天，然后在9月4日被吸收成另一个发展中的低压。
艾達的前身在委內瑞拉造成了災難性和致命的山洪暴發。艾达在古巴短暂穿越古巴期间，吹倒了棕榈树并摧毁了许多房屋。在路易斯安那州的整个破坏过程中，总共有超过一百万人失去了电力。该州东南部发生了广泛的严重基础设施损坏，沿海地区也发生了极其严重的洪水。新奥尔良的堤则幸免于难。尽管整个城市的电力线损坏范围很广。该州大量的植物也遭到了破坏。艾達在美國東部上空移動時催生了無數个龍捲風。9月1日，艾达的残留在美国东北部造成了破坏性的龙卷风爆发和灾难性的洪水。纽约市的洪水导致大部分交通系统关闭。
艾达是有史以来创下损失名额为五的飓风，也是美国第损失惨重数目排名为第四的大西洋飓风（与飓风桑迪持平），风暴已造成至少752.5亿美元（2021美元)的损失，其中180亿美元是路易斯安那州的保险损失，其中2.5亿美元在古巴，5.84亿美元的农业损失，超越了2008的飓风艾克。据核心逻辑公司估计，艾达在美国东北部造成了约160至240亿美元的洪水损失，使其成为自2012年的飓风桑迪以来袭击该地区损失最惨重的风暴，估计共造成了440亿美元损失。
截至9月15日，已确认共有115例与艾达有关的死亡病例：其中共是美国95人 委内瑞拉20人，新泽西州30人，纽约州18人，路易斯安那州33人，宾夕法尼亚州5人，密西西比州3人，阿拉巴马州2人，马里兰州1人，马里兰州1人。弗吉尼亚州1人，康涅狄格州1人，这场风暴已造成43人间接死亡，其中20人在委内瑞拉因艾达雨带而引发的洪水而死亡。一名由斯莱德尔 (路易斯安那州)男子在穿过艾达的洪水后被短吻鳄吞噬而亡。两名电力工人在修理风暴在阿拉巴马造成的电网损坏时丧命。由于使用通风不足的便携式气体发生器时一氧化碳中毒，大新奥尔良地区也有大量住院和死亡事件，包括2021年9月1日在路易斯安那州马雷罗的一家三口。

## 氣象歷史
8月23日，美國國家颶風中心首次注意到加勒比海西南部潜在熱帶氣旋的发展概率，與同一天進入東加勒比海的東風波有關。到8月25日，NHC 評估了隨著擾動向西穿過加勒比海而發展的高可能性。第二天，系統的對流或雷暴在牙買加南部變得更有組織。截至8月26日UTC時間15:00，該系統已獲得足夠的發展，被歸類為熱帶低氣壓10L，位於內格里爾西南偏南約115英里（180公里）處，在發展過程中，低氣壓向西北移動，由位於大西洋西部的山脊掌舵。該系統進一步發展的有利因素包括加勒比海西北部的溫暖水域、低風切變和潮濕的環境。

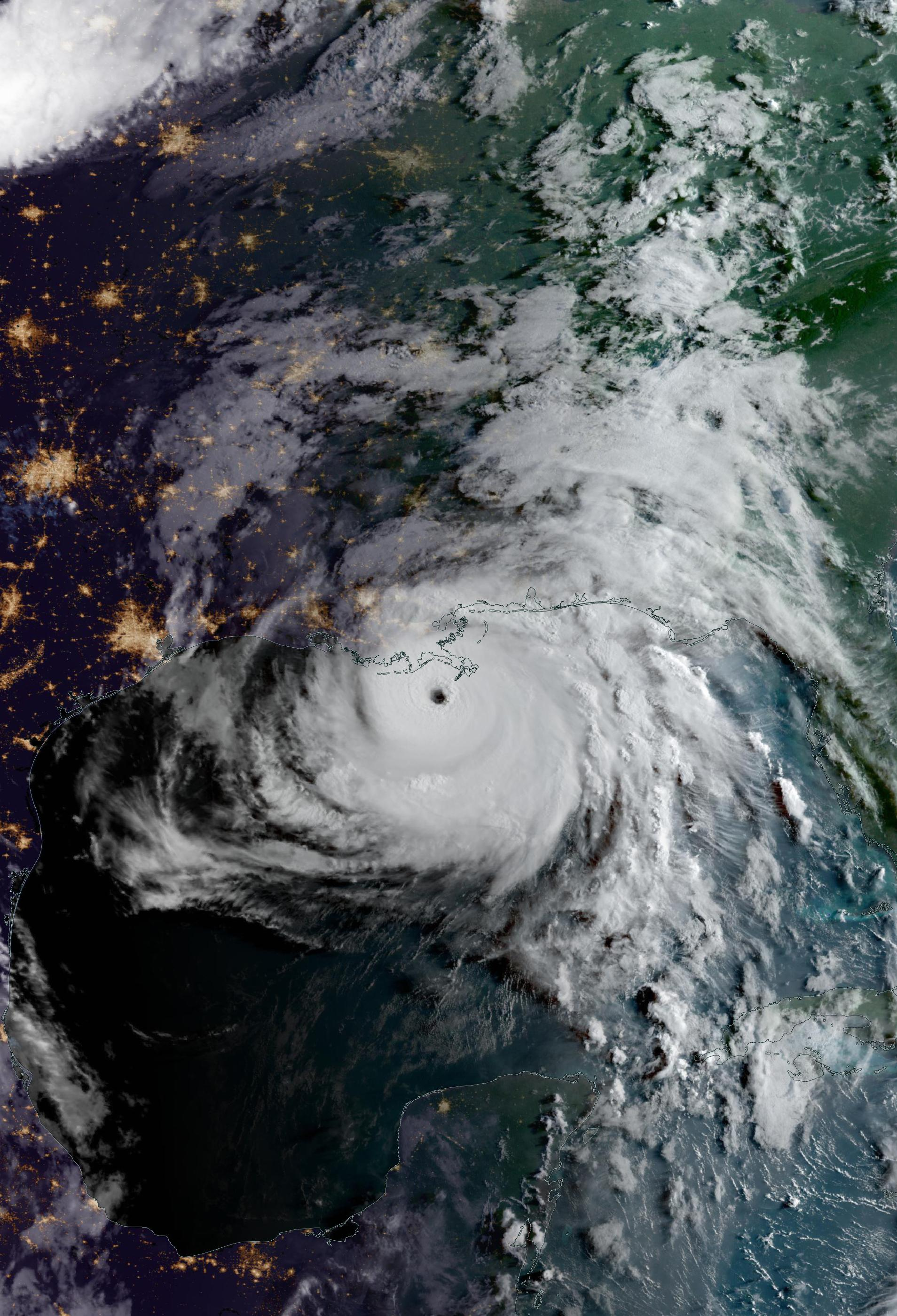
8月29日在路易斯安那州海岸東南部的颶風艾達

8月26日晚，颶風獵人的一次飛行表明，低氣壓在開曼群島大開曼島西南130英里（209公里）處增強為熱帶風暴艾達。最初，風暴具有不對稱的結構，其最強的風和最深的對流位於中心以東。這是由於一些西南風切變逐漸減弱。當艾達穿過開曼群島向古巴西北部移動時，它的結構得到改善，外流和雨帶也隨之增加。對流也組織成中心密集雲團區（CDO).艾達隨後快速增強，風速在11多小時內以35英里/小時（55公里/小時）的速度增強。 8月27日晚，美國國家颶風中心根據颶風獵人的觀測結果將艾達升級為一級颶風狀態。基於颶風獵人的觀察。大約在同一時間，颶風登陸古巴的青年島。艾達隨後於同一天11:20 UTC 在古巴比那爾德里奧進行了二次登陸。艾達隨後迅速增強，並於8月28日 UTC 時間六点增強為二級颶風。 不久之後，艾達在墨西哥灣環流的溫暖水域上空移動。並且風暴在8月29日 UTC 時間 06:00 增強為三級大型颶風。 在升級為大型颶風後不久，艾達升级得越来越快，系統的最小中心氣壓在一小時內從955毫巴（28.2英寸汞柱）下降到948毫巴（28.0英寸汞柱）。到世界协调時間07:00，艾達進一步增強為四級颶風，風暴的持續風速達到130英里小時/（215公里/小時）
當艾達靠近路易斯安那州海岸時，它進一步增強至巅峰強度，14:00协调世界时左右的一分鐘持續風速為150英里/小時（240公里/小時），最低中心氣壓為929毫巴（27.4英寸汞柱）。從8月28日到29日，艾達的中心氣壓在12小時內下降40毫巴。颶風顯示出明顯的衛星演示，具有近乎對稱的結構和清晰風眼，可以看到令人印象深刻的體育場效应。隨著風暴開始眼牆置換循环而停止持续增强，形成了第二個眼牆，但艾達仍接近其巅峰強度。协调世界时16點55时，艾達在路易斯安那州富爾瓊港附近登陸，持續風速為150英里/小時（240公里/小時），中心气壓為930毫巴（27.46英寸汞柱），使艾達与1856年的最後島嶼颶風和颶風勞拉持平成為路易斯安那州有記錄以來登陸的最強颶風，以最大持續風速衡量，僅次於颶風卡特里娜，由登陸時的中心气壓測量。登陸點附近的一艘海上船隻證實了這種強度，據報導陣風高達172英里/小時（277公里/小時）。

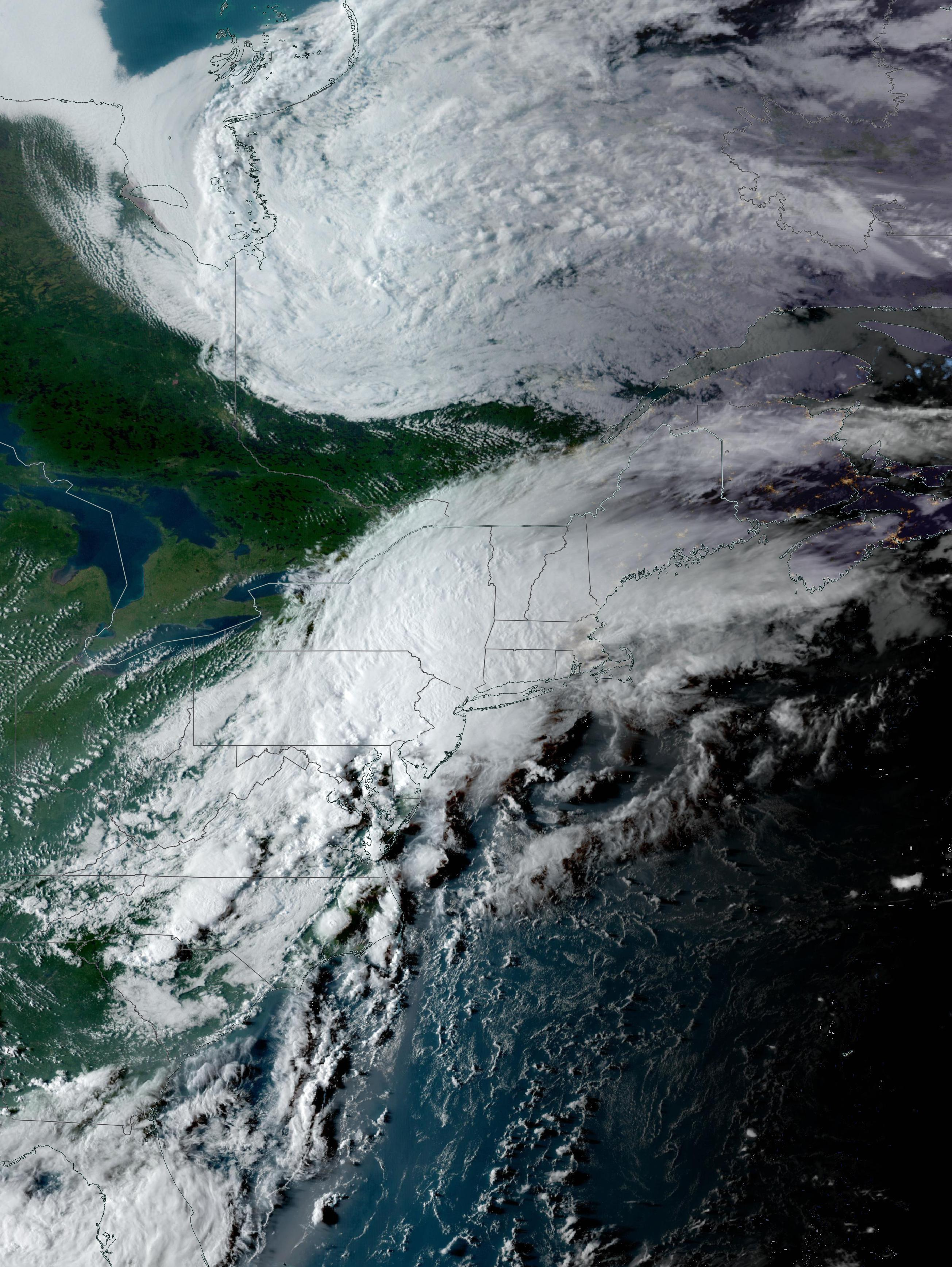
艾達以溫帶氣旋的形式在美國東北部上空

登陸後，艾達最初只是緩慢減弱，仍然是危險的大型颶風。风眼內也可以看到中尺度渦旋。由於棕色海洋效應，艾達在登陸後四個小時保持了四級飓風级，然後在接下來的四個小時內保持了三級風级，由於路易斯安那州南部的沼澤地和平坦的地形使艾達能夠在更長的時間內保持其強度。隨著風暴進一步向內陸移動，其大部分雲層向中心東北方向移動，艾達開始了一段快速减弱的的時期。它在8月30日早些時候降至颶風強度以下，然後在當天晚些時候減弱為低氣壓。那時候，NHC發布了關於艾達的最後一次諮詢，將持續諮詢的責任轉移給了天氣预报中心。兩天后，该系統在穿越阿巴拉契亞山脈中部時退化為溫帶低氣壓。當該系統於9月1日至2日穿過美國東北部時，它與鋒區結合，在整個地區降下前所未有的强将雨，在進入大西洋之前，在此過程中重新獲得熱帶風暴強度的風速。第二天，艾達的残留云系向東北移動，穿過加拿大大西洋省份，給整個地區的社區帶來了大雨和狂風。同一天，艾達的残留云系在聖勞倫斯灣停滯不前，緩慢地逆時針循環，同時逐漸減弱。9月4日，艾達的残留云系被另一個向東發展的低氣壓吸收。這場風暴繼續向東移動並持續了幾天，然後於9月7日消散。.
目前還沒有正式研究氣候變化對颶風艾達的確切影響。它的幾個特徵在溫暖的氣候中可能更常見：強度、快速集約化和陸地上的降雨量。

## 防災措施

### 加勒比海

#### 開曼群島
2021年8月26日，開曼群島被置於熱帶風暴警告之下。預計在大開曼島登陸或接近登陸,學校和企業则關閉，政府已全面啟動NEED和緊急服務，除了為HADR和搜救行動部署開曼群島團和開曼群島海岸警衛隊。許多人湧入雜貨店和五金店，搶奪一周前襲擊開曼群島的颶風葛瑞絲讓每個人都記憶猶新的物資。開曼航空公司取消了部分航班並將其重新安排在晚些時候。這家公用事業公司宣布，他們計劃幾乎不限電。

#### 古巴

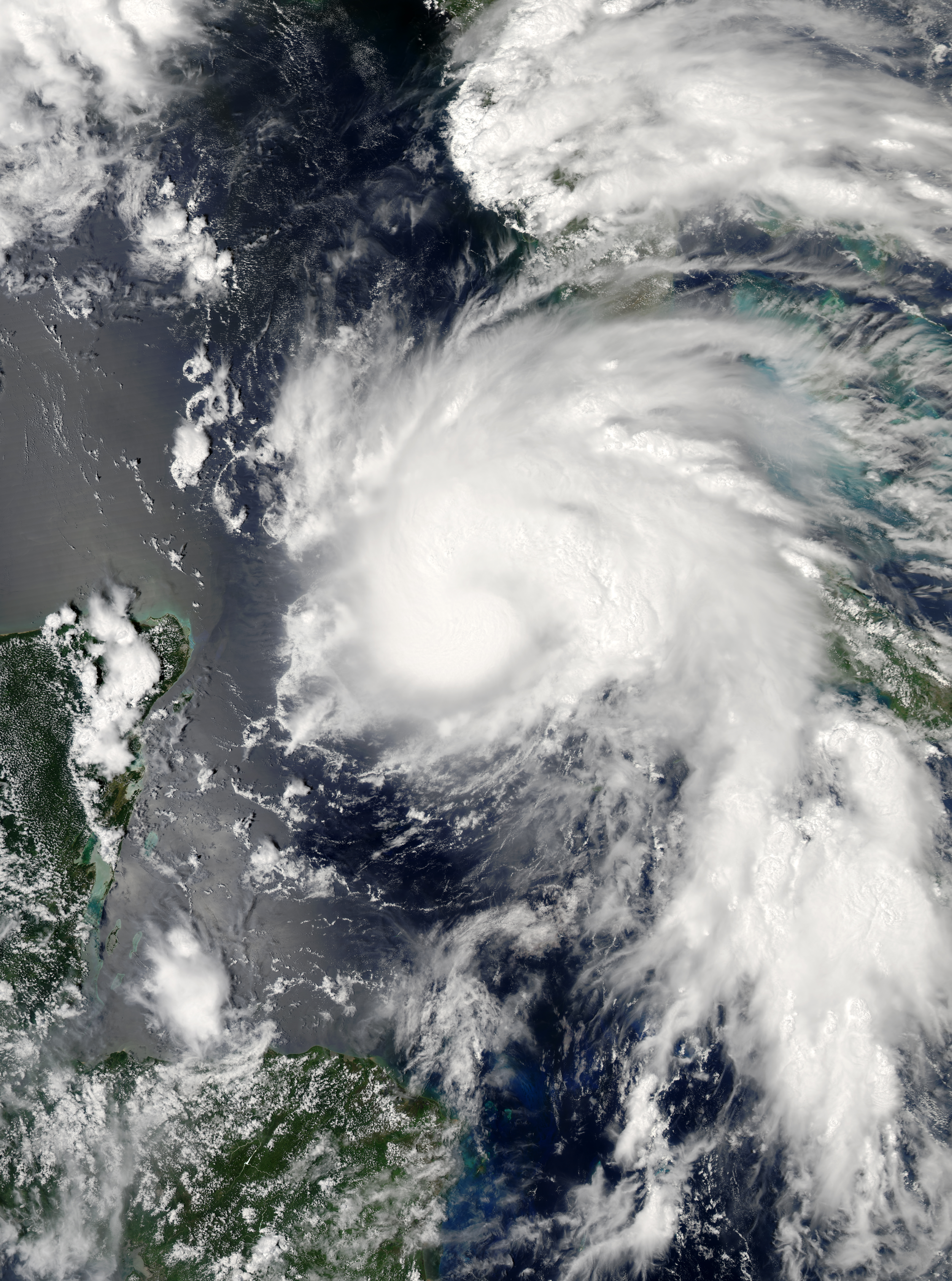
8月27日晚在古巴西部上空的颶風艾達

據該地區民防部門負責人稱，8月28日，包括在瓜納阿卡維韋斯半島監測海龜的師生在內的800人因艾達被疏散。拉帕爾馬 (古巴) 還為6,281人提供了風暴保護。

### 美國
8月29日，路易斯安那州、阿拉巴馬州和密西西比州的部分地區發布了龍捲風观察。風暴預測中心在同一天發布了三個州5%的龍捲風風險，其中包括總體輕微風險。預計路易斯安那州的風暴潮將超過16英尺（4.9 米），密西西比州將達到6-9英尺（1.8-2.7 米），阿拉巴馬州將達到3-5英尺（0.91-1.52米），1-3英尺（0.30-0.91米）m) 佛羅里達。8月29日發布了閃電水災的高風險，包括新奧爾良和周邊地區的大部分地區。預計艾達登陸當天會有 15-20英寸（380-510毫米）的降雨。美國墨西哥灣約95%的石油生產被關閉。截至 9 月 17 日，由艾逹引起的美國保險損失估計為31-440億美元，其中海灣地區為25-350億美元，東北地區為6-90億美元。

#### 路易斯安娜州

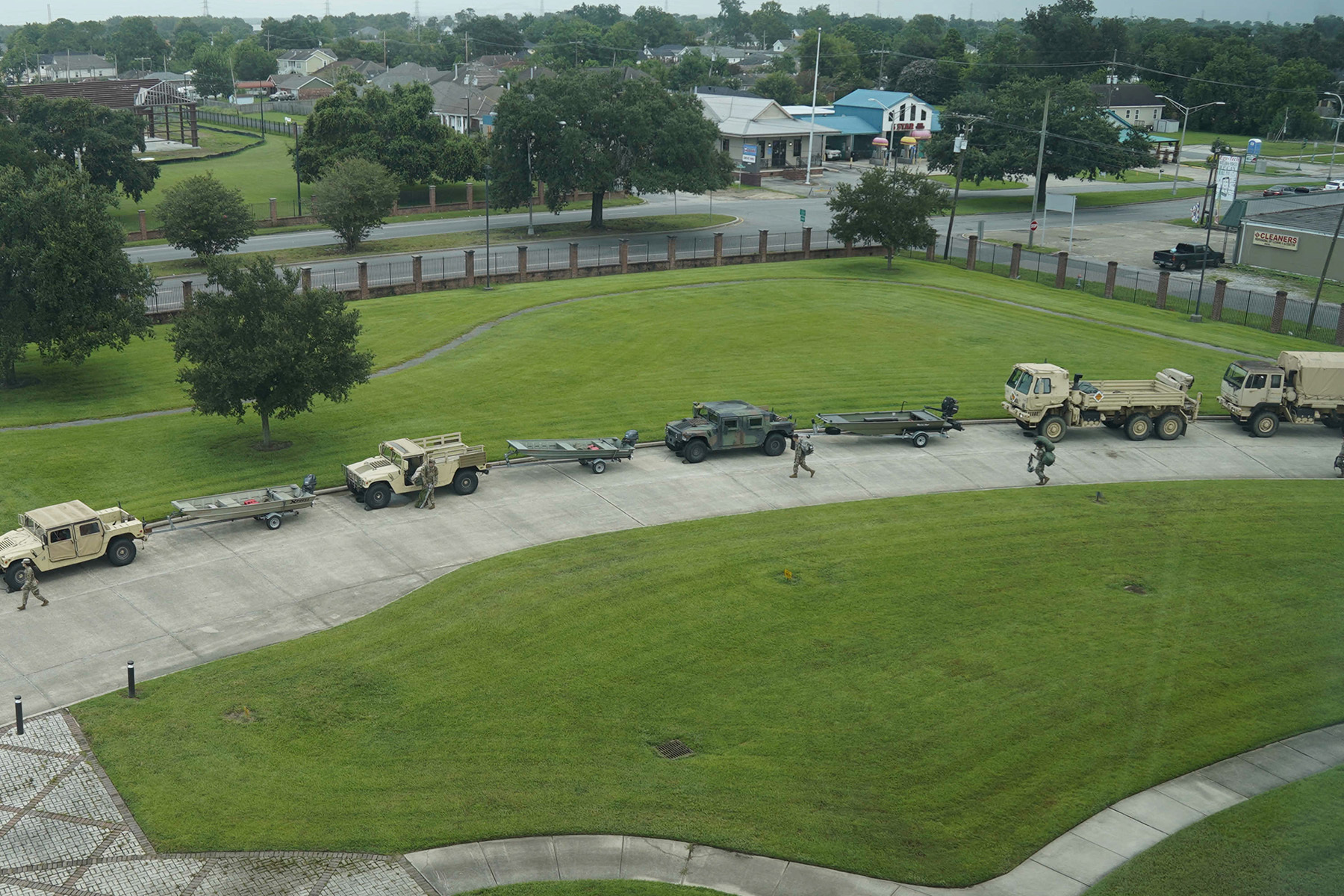
路易斯安那州國民警衛隊為風暴做準備

8月27日，原定於次日在凱撒超級巨蛋舉行的亞利桑那紅雀隊和新奧爾良聖徒隊的季前國家美式橄欖球聯盟足球比賽被取消，因為風暴預計登陸時將成為一場大型颶風。在此之前，比賽的開始時間從原定的晚上7點北美中部时区移至中午北美中部时区。州長約翰貝爾愛德華茲宣布進入緊急狀態以應對風暴、8月28日，新奧爾良市市長拉托亞·坎特雷爾 (LaToya Cantrell) 發布了對該市所有防洪區之外的地區的強制疏散令。同一天，喬·拜登總統在風暴來臨前簽署了路易斯安那州的緊急聲明。在 8月28日，也就是登陸前一天舉行的一次簡報會上，愛德華茲預計艾達將成為自1850年以來影響該州的最強颶風之一.州長還提到了新奧爾良的堤防系統，稱艾達“將是對該系統最嚴峻的考驗”。這是在2005年卡特里娜颶風期間大新奧爾良的堤防失敗之後發生的。該州醫院的能力令人擔憂，因為他們已經從當時正在進行的2019冠狀病毒病疫情激增中推到接近滿負荷。預計艾達的受害者將填補受影響地區的醫院。
9月7日，據報導，路易斯安那州因一氧化碳中毒導致4人死亡，另有141人住院治療。由於在艾達之後一氧化碳中毒。根據路易斯安那州衛生部的說法，這些人之所以会中毒死亡是由於在颶風破壞後停電期間在室內使用發電機造成的。使用發電機的建議是將發電機放置在離家至少20英尺 (6.1 m) 的地方，並立即設置一氧化碳探測器或警報器。

#### 密西西比州
在密西西比州，至少有15個學區和大學被勒令於8月30日星期一關閉，此外還有十幾家賭場在風暴影響之前關閉。密西西比的能源公司預計傑克遜都會區的系統會受到嚴重破壞。

### 其它地区
8月30日，路易斯安那州東南部、密西西比州沿海地區仍有降雨，阿拉巴馬州西南部發布強降雨警告。隨著風暴進一步向北移動，田納西州和俄亥俄州的山谷以及中大西洋地區在接下來的幾個小時內發布了類似的警告。9月1日，數以千萬計的人面臨強降雨、洪水和龍捲風的風險。超過1,450萬人面臨更高風險，該風險由最高人民法院在同一天發布。這包括10%的龍捲風風險。預計紐約市會出現極端降雨，中央公園在短短一天內的降雨量可能超過9月的月平均水平。下午2點發布了山洪警報。美國東部时间9月1日所有五個行政區，包括長島縣和奧蘭治縣、普特南縣、羅克蘭縣、阿爾斯特縣、達切斯縣、沙利文縣和威徹斯特縣。觀察範圍擴大到新澤西州的哈德遜、卑爾根、埃塞克斯和聯合縣。在賓夕法尼亞州，州長湯姆·沃爾夫於8月31日簽署了災難緊急狀態公告，以預測艾達殘骸將引發洪水、极端風暴和龍捲風。

## 影響

### 加勒比海
作為東風波，艾達於8月23日在委內瑞拉西部引發洪水，造成20人死亡。
在古巴，由於颶風襲擊該島，許多棕櫚樹被吹倒在]]青年島]]。 8月27日，La Fe記錄了50英里/小時（80公里/小時）的風速和高達71英里/小時（114公里/小時）的陣風。在比納爾德爾里奧的拉科洛馬，許多房屋也被強風摧毀，樹枝被折斷。Los Palacios 和Consolación del Sur也处于停電，據該省當地報紙報導，儘管有颶風，許多醫院工作人員在風暴期間繼續工作，艾逹在古巴總共損失了4000萬美元的保險損失和1億美元的損失。

### 美國
| 州區         | 总共人数 | 直接性 | 间接性 | Ref.                              |
| ------------ | -------- | ------ | ------ | --------------------------------- |
| 路易斯安娜州 | 33       | 12     | 21     | [ 9 ] [ 10 ] [ 11 ] [ 12 ] [ 13 ] |
| 新澤西州     | 30       | 30     | 0      | [ 14 ] [ 15 ] [ 16 ]              |
| 紐約         | 18       | 18     | 0      | [ 17 ]                            |
| 賓夕法尼亞州 | 5        | 5      | 0      | [ 18 ]                            |
| 密西西比州   | 3        | 3      | 0      | [ 19 ]                            |
| 阿拉巴馬州   | 2        | 0      | 2      | [ 20 ]                            |
| 馬里蘭州     | 2        | 2      | 0      | [ 18 ]                            |
| 康涅狄格     | 1        | 1      | 0      | [ 18 ]                            |
| 弗吉尼亞州   | 1        | 1      | 0      | [ 18 ]                            |
| 总共人数     | 95       | 72     | 23     |                                   |

路易斯安那州遭受嚴重破壞，大量房屋受損或毀壞，該州東南部地區大面積停電。當艾達搬到美國東北部時，它的殘餘物催生了幾場龍捲風，其中一些具有破壞性和威力。東北大片地區發生了創紀錄的降雨和高水位山洪暴發。據估計，艾達在美國造成了至少500億美元（2021美元）的損失。數十名居民死亡，主要在新澤西州和紐約。

#### 路易斯安娜州

8月29日，颶風艾達在路易斯安娜州富爾瓊港登陸；可以看到外部的风眼墙 圍繞著內部眼墙。

路易斯安那州沿海地區受到嚴重破壞，包括新奧爾良、金草地 (路易斯安那州)、霍馬、加利亞諾、拉普拉斯、洛克波特 (路易斯安那州) 和格蘭德島。在侯馬，記錄到停電情況，碎片飛揚，許多房屋受損或被毀，無線服務暫時中斷。當其中一個堤壩被淹沒時，布雷斯韋特收到了緊急洪水警告.在加利亞諾，許多房屋被毀，樹木被連根拔起，汽車傾覆，電線倒塌。加利亞諾的海洋夫人總醫院受損，屋頂大量損毀。
新奧爾良法國區遭受重大破壞，包括屋頂被毀和建築物倒塌，由於輸電線路嚴重損壞，幾乎所有新奧爾良都斷電，而全州約有100萬人斷電。據報導，有2人溺水死亡，其中一名男子在試圖駕車穿越洪水後在新奧爾良溺水身亡。
在穿越密西西比河的下阿爾及爾-查尔梅特 (路易斯安那州) 航線上使用的一艘渡輪在颶風期間脫離了湖泊，順流而上，然後擱淺。海灣出口大壩的其中一段被風暴潮淹沒。美國地質調查局記錄了Belle Chasse附近的密西西比河由於湧水量而反向流動。新奧爾良的聖斯蒂芬天主教學校失去了屋頂。
格蘭德島的風速計在被摧毀前記錄了148英里/小時（238公里/小時）的陣風，在草原城，一名男子在颶風期間被一棵樹倒在他家中喪生。當艾逹上岸時，Port Fourchon的風速計記錄到的陣風時速為172英里/小時（277公里/小時）。

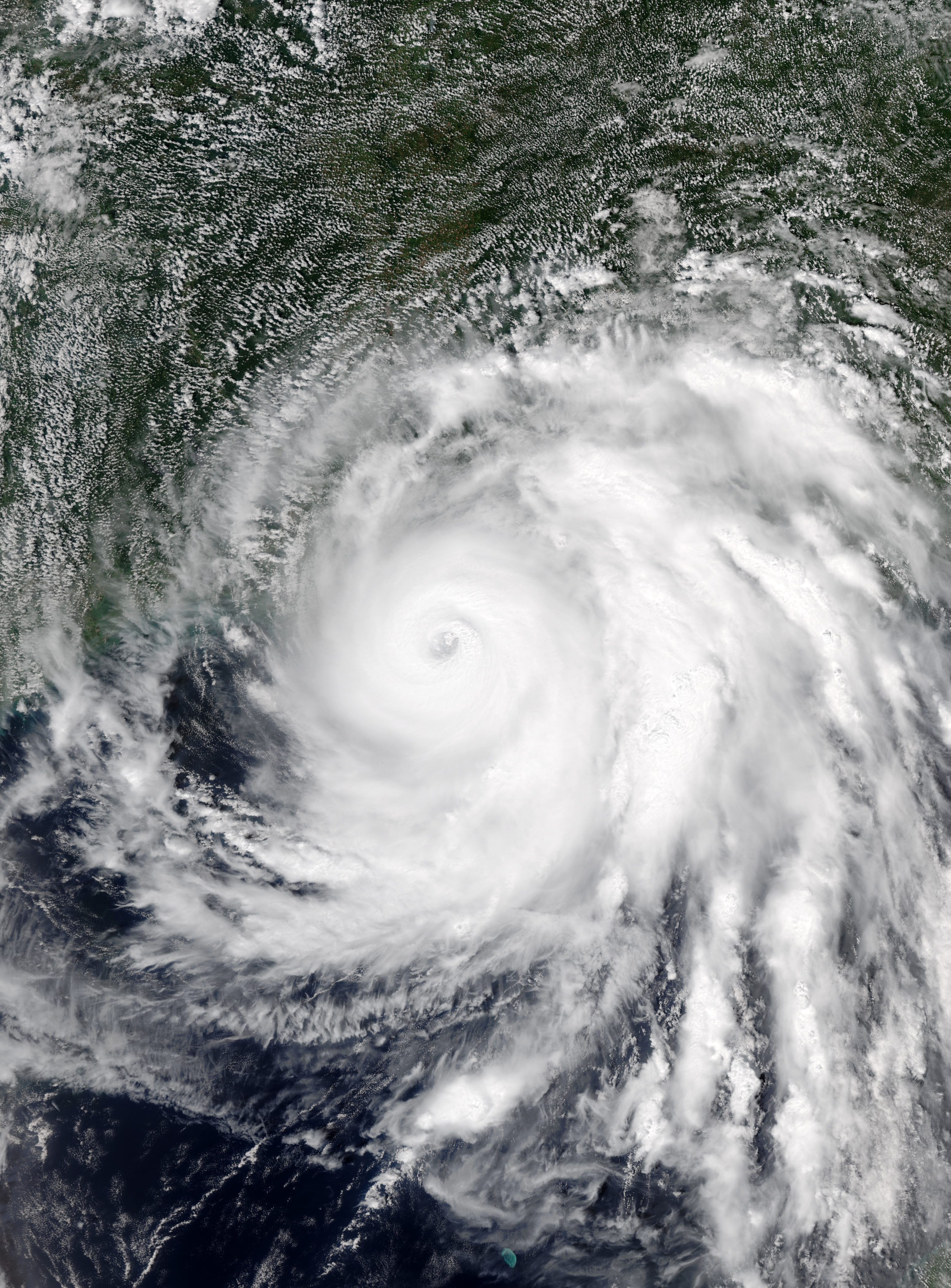
登陸後不久的颶風艾達，在陸地上保持其強度

據報導，杰斐遜教區遭受了重大損失。8月30日，保險損失估計至少為150億美元，在卡特里娜過後的防洪系統外，杰斐遜教區下游的堤防超過了8英尺 (2.4米)。迫使拉菲特的居民逃到屋頂以躲避洪水，由於場外電力中斷，能源公司關閉了沃特福德核電站。使用與應急柴油發電機分開的能源來維持安全停機條件。發布了最低級別的警報“異常事件”。沒有重大設備損壞的報告。兩場強度為EF1和EF0的较弱龍捲風襲擊了斯莱德尔 (路易斯安那州) 以南的伊甸島，破壞了屋頂、圍欄和樹木。兩天后，在斯萊德爾，一名71歲的男子在家附近穿過洪水時被鱷魚咬傷，被断定死亡。9月13日，鱷魚被國家當局捕獲並捕杀。人類遺骸是從鱷魚的胃裡找到的。
公佈的航拍照片和鏡頭顯示整個受影響地區的大規模破壞、碎片（或废墟）和洪水。8月31日，一名24歲的男子在新奧爾良住宅區被發現死亡。死因被認為是一氧化碳中毒。次日，同城十二人，包括七名兒童，因一氧化碳中毒住院。 9月2日，杰斐逊堂区 (路易斯安那州)報告了另外三起一氧化碳中毒死亡事件。在附近的圣坦曼尼堂区 (路易斯安那州)共有9人也是同一个原因而送往医院。

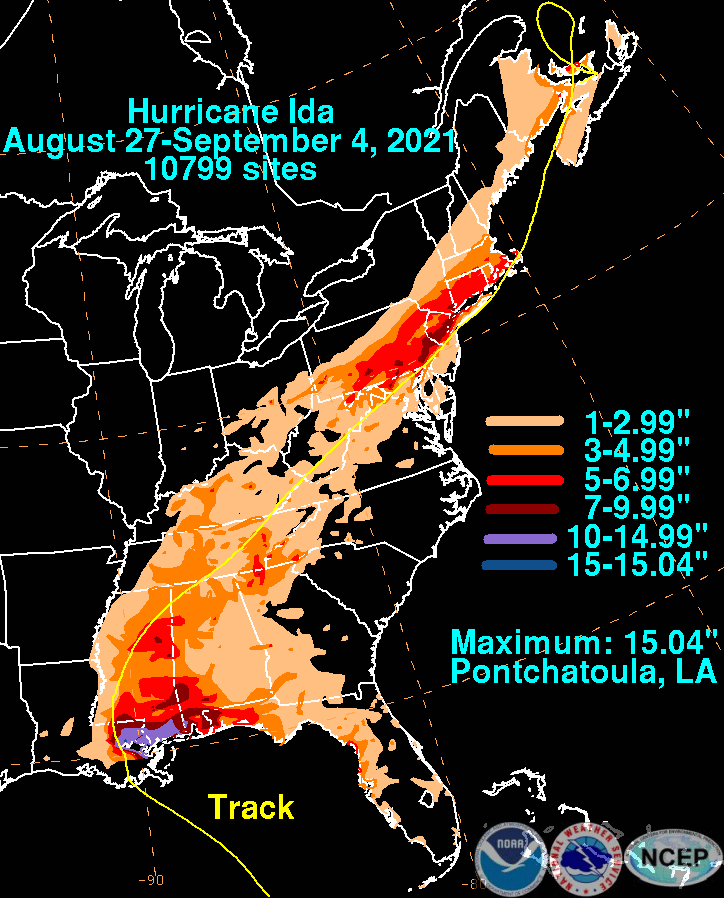
美國的總降雨量。

格蘭德島變得無法居住。沙堤有多達十二處破裂，導致100%的結構遭到破壞，其中40%被完全摧毀，或被成堆的碎片堵塞，電線被推倒並掩埋。島上的部分地區被高達3英尺 (0.91米) 的沙子覆蓋。警察局受到影響，屋頂被撕裂。酋長斯庫特·雷斯韋伯稱這是他經歷過的“最嚴重的颶風”一名圣詹姆斯堂区的男子在颶風艾達的大風中倒在後院棚子上後身亡。在伊達颶風期間撤離的療養院居民中，坦吉帕霍阿堂区 (路易斯安那州)也報告了四起與風暴有關的死亡事件。由於停電，新奧爾良有一人因中暑而身亡，另一人因圣坦曼尼堂区缺氧而身亡。一人在進行損壞維修時從屋頂墜落而因此身亡。對農業的總損失高達5.84億美元。
風暴過後一周，路易斯安那州東南部仍有超過一百萬人斷電。

#### 密西西比州
8月30日超過11.3萬人斷電。8月31日，喬治縣 (密西西比州)MS 26坍塌路段有7輛汽車墜入深洞，造成三人死亡，至少九人受傷。來自艾達的滂沱大雨導致高速公路坍塌。8月29日至30日，共有十三場弱龍捲風以水龍捲的形式降落或上岸，影響了整個海岸線。EF1龍捲風對 Pass Christian 和 Diamondhead 附近的房屋和其他建築物造成了嚴重的破壞。其他十二場龍捲風被評為 EF0，其中七場在格爾夫波特和比洛克西之間襲擊或移動，雖然造成的傷害微乎其微。這被認為部分是由於颶風澤塔對前一年的影響；在那場風暴中，許多脆弱和枯死的樹木和不合標準的結構被移除，這可能減少了艾達可用來造成破壞的碎片數量。另一場EF0龍捲風襲擊了帕斯卡古拉 (密西西比州)，對房屋和樹枝造成輕微損壞。

#### 阿拉巴马州
七場弱龍捲風在該州南部降落。 EF1龍捲風在萨拉兰造成三人受傷，該龍捲風撕裂了汽車旅館和工業建築的部分屋頂，並吹倒了樹木，其中一些樹木倒在房屋上。。翻走了一個活動房屋，並存储了杰克逊東南另一家的大部分屋頂。其他五場龍捲風被評為EF0。兩名電力工人在阿傑修理風暴造成的電網損壞時不幸的身亡

#### 中大西洋州份
两場EF1龍捲風於8月31日在蒙哥馬利縣降落。第一場龍捲風損壞了一個穀倉，並折斷或連根拔起了拉德福東南部的幾棵樹。第二個還折斷並連根拔起樹木，並摧毀了梅里馬克西北部的一個鞦韆。在布坎南縣，一人被風暴淹沒後被發現死亡。在馬里蘭州，一名19歲的男子在羅克維爾的一個公寓大樓被洪水淹沒後被證實死亡在弗雷德里克县，10名學生和他們的校車司機在校車被洪水淹沒時不得不去獲救。EF2 龍捲風對安納波利斯的住宅、企業、學校和其他建築物以及樹木、標誌和電線造成相當大的破壞。另外兩場 EF0龍捲風也登陆在該州。在特拉華州威爾明頓，有200多人從白蘭地酒溪沿岸的風暴引發的洪水中獲救。

#### 賓夕法尼亞州

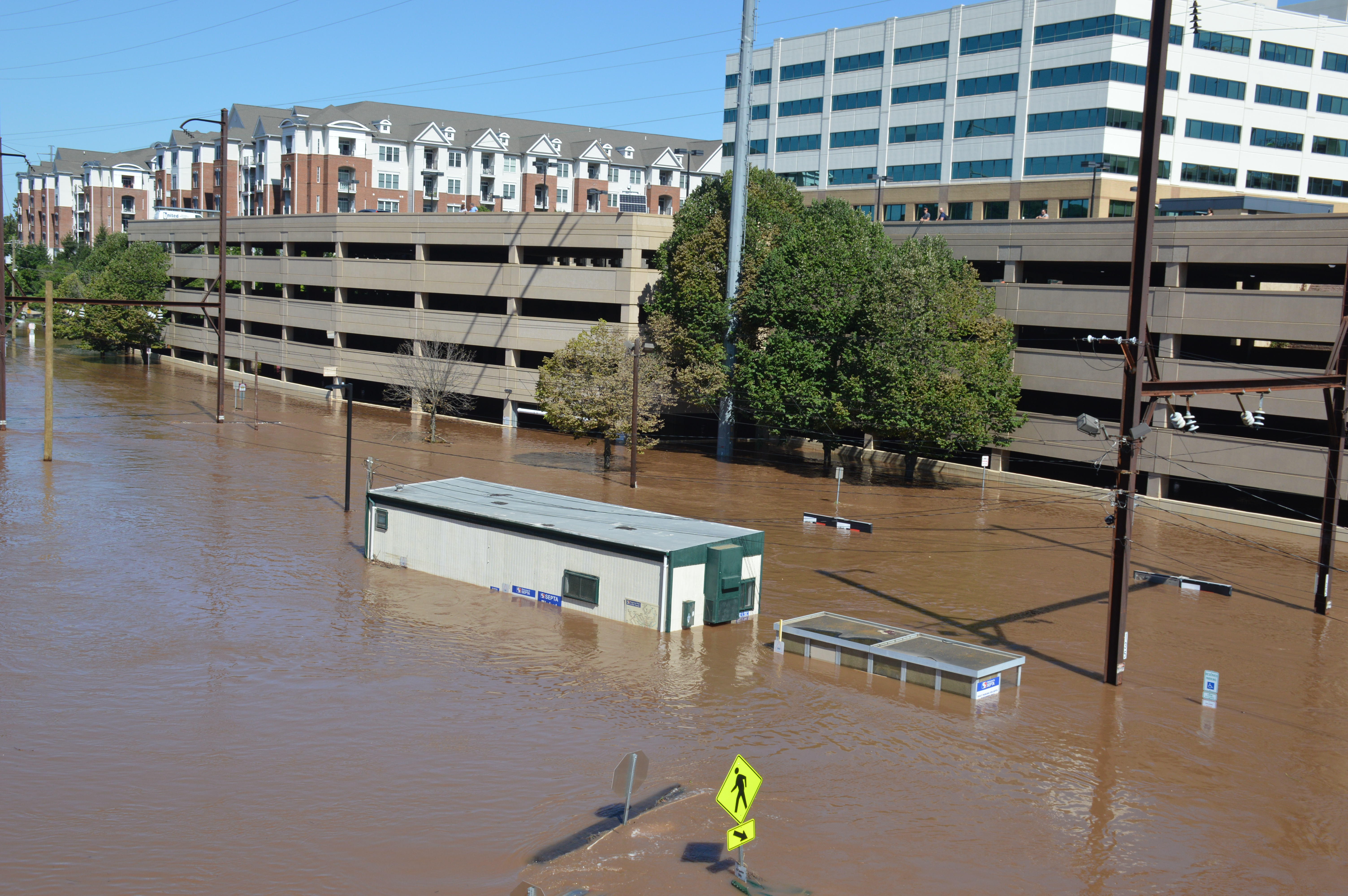
2021年9月2日宾夕法尼亚康绍霍肯发生洪水

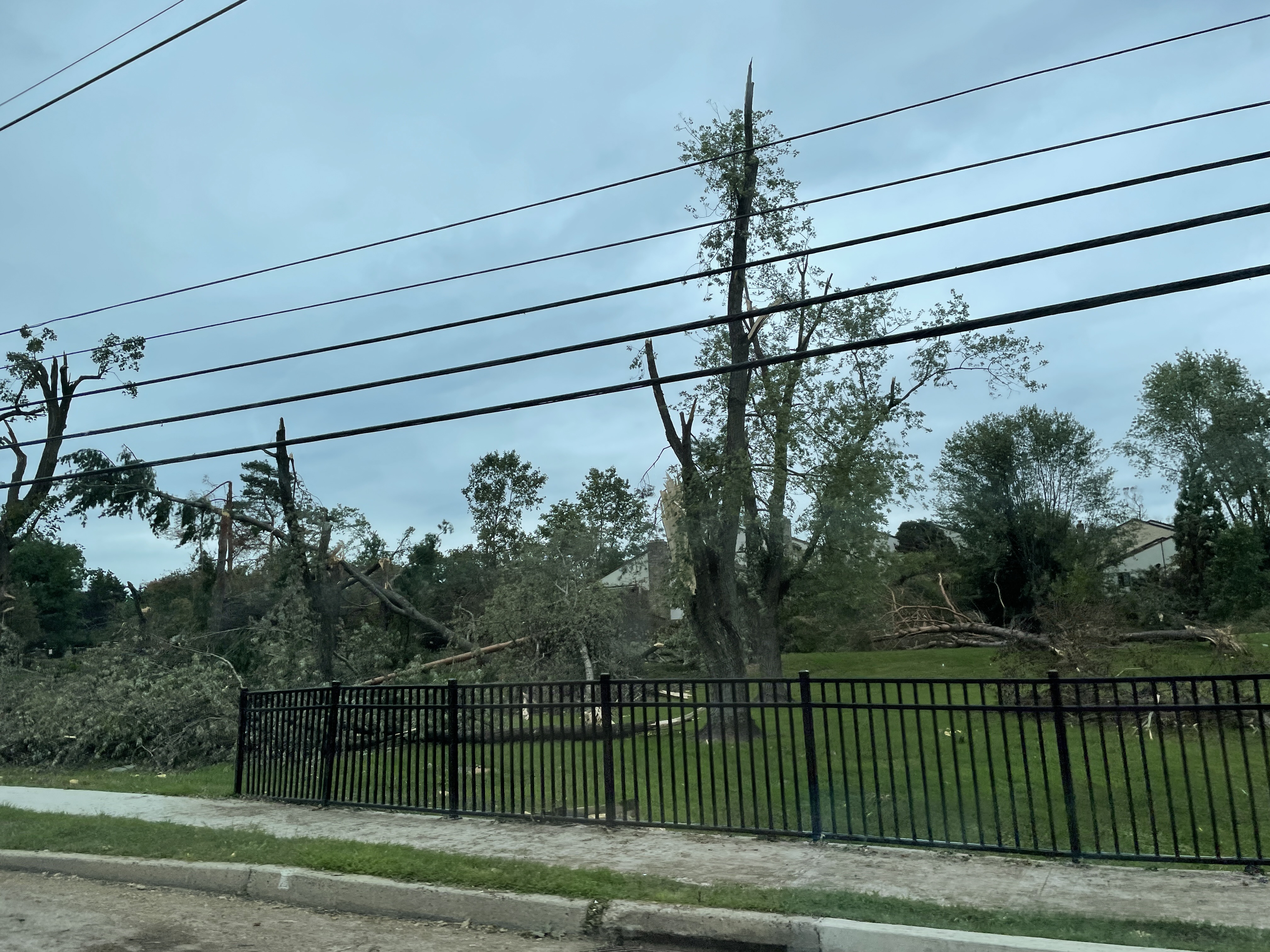
伊達在賓夕法尼亞州上都柏林鎮產生的EF2龍捲風造成的破壞.

在賓夕法尼亞州，EF2龍捲風在華盛頓堡、上都柏林鎮和賓夕法尼亞州蒙哥馬利縣的霍舍姆鎮造成破壞，推倒樹木和電線，撕毀上都柏林警察局的屋頂。一名婦女在龍捲風將一棵樹吹倒房子上時上都柏林鎮喪生。在米爾福德鎮（Milford Township），一名男子在烏納米溪（Unami Creek）的車中溺水身亡。EF1龍捲風襲擊了雄鹿縣的白金漢鎮，EF1龍捲風襲擊了雄鹿縣的上巴克斯縣，EF2龍捲風在切斯特縣的牛津降落。
賓夕法尼亞州東部發生了倾盆大雨和大面積洪水。斯庫爾基爾河淹沒了費城的部分地區，676號州際公路（藤街高速公路）部分被洪水淹沒。部分被水覆蓋。河流洪水也影響了馬拉揚克費城的社區，居民從主街沿線的公寓中獲救。Schuylkill 河的洪水對 Miquon 和 Norristown 之間的 SEPTA 區域鐵路 Manayunk/Norristown Line 造成損壞，導致服務暫停。費城中心城和斯普林米爾之間的服務於9月7日恢復，而通往諾里斯敦的整個線路的服務於9月13日恢復，總體而言，艾達在賓夕法尼亞州南部造成了高達1億美元的損失。

#### 新泽西州及纽约

雷達反射率描繪了9月1日艾達的残留云系在美國東北部產生了惡劣天氣和暴洪。

艾達在新澤西和紐約的影響異常強烈和致命。艾達是數週內第三個浸透美國東北部的熱帶系統，僅次於弗雷德和亨利，這導致土壤飽和，洪水風險更大。該地區還發布了許多山洪警報和山洪緊急状态。紐約都會區的部分地區也發布了龍捲風警报，包括纽约州威徹斯特縣以及康涅狄格州費爾菲爾德縣和里奇菲爾德的部分地區。國家氣象局紐約市辦公室針對新澤西州東北部的嚴重洪災發布了有史以來第一次闪电水灾緊急情況，隨後一個小時後，紐約市也發布了有史以來第一次闪电水灾緊急情況。
EF3龍捲風摧毀了新澤西州穆利卡山的多所房屋。從新澤西州埃奇沃特公園一直到賓夕法尼亞州布里斯托爾的EF1龍捲風引發了賓夕法尼亞州布里斯托爾和克羅伊登以及新澤西州伯靈頓罕見的龍捲風緊急状態。EF0龍捲風襲擊了新澤西州普林斯頓。由於風暴引發的洪水，新澤西州特倫頓部分地區被疏散。新澤西州至少有二十七人死亡，其中1人在新澤西州巴賽克的車內溺水身亡，另外五人死於伊麗莎白的公寓大樓。據報導，新澤西州9月1日晚上报告了81,740次停電。

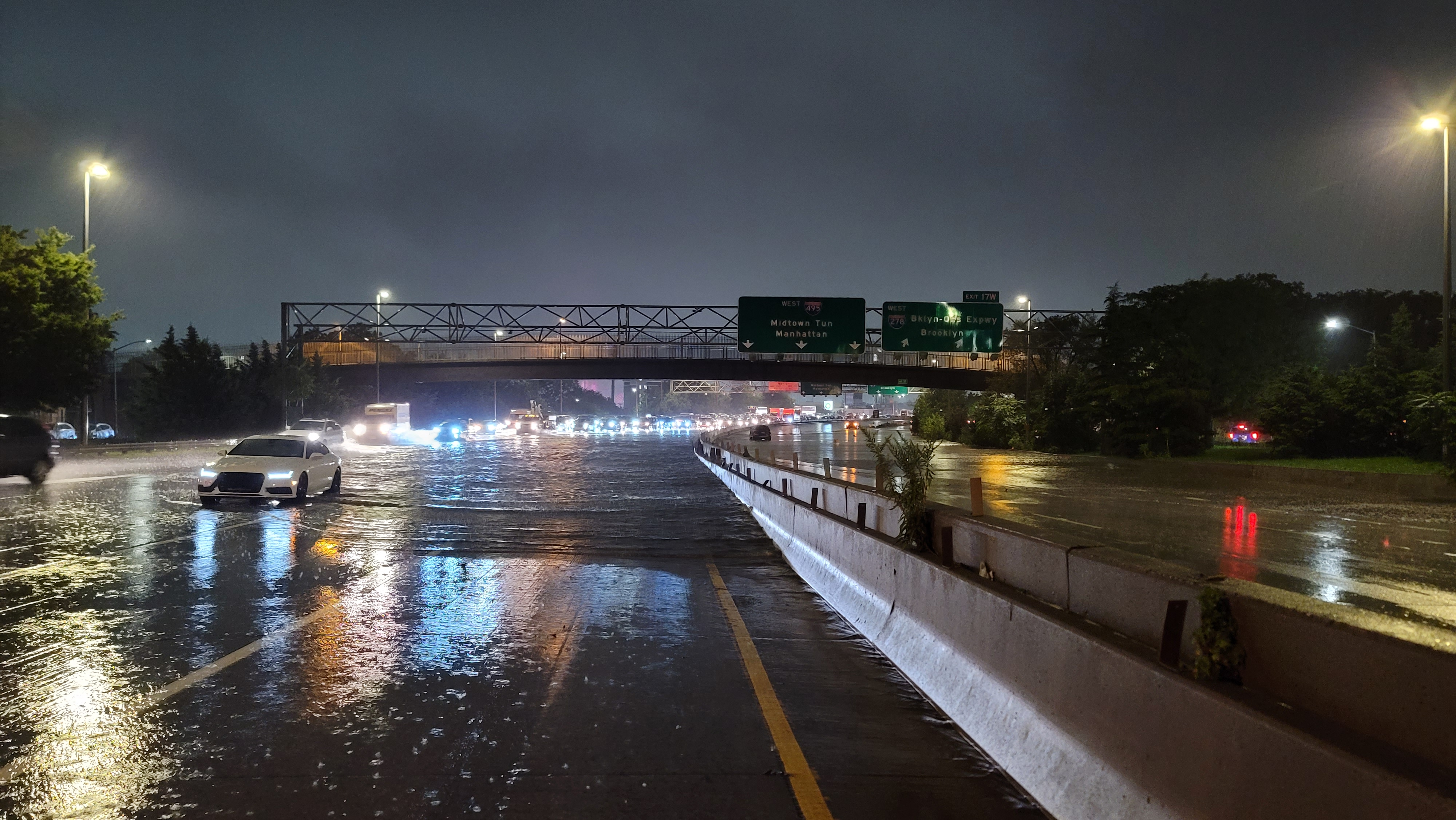
紐約市的長島高速公路因颶風艾達造成的洪水氾濫而關閉。

大範圍的洪水導致紐約地鐵系統、新泽西通勤铁路、長島鐵路及大都會北方鐵路通勤鐵路系統和美鐵城際服務被关闭。2021年美國网球公開賽的一場網球比賽因強風和雨水從路易·阿姆斯壯体育场自然通風的屋頂空間中襲來而被推遲。紐約也報告了18起與風暴有關的死亡事件。大多數死在紐約市的人，包括皇后區伍德賽德的一個三口之家，都住在地下室公寓裡。總體而言，艾達在紐約造成了5000萬美元的損失。

#### 新英格兰
康涅狄格州部分地區降雨量高逹9英寸（230 mm），導致大面積洪水。 康涅狄格州一名士兵和他的警察巡洋艦在伍德伯里的龐培河被洪水沖走後死亡。 鄰近的羅德島記錄了類似的降雨總量，該州的河流上升到中等洪水階段。在馬薩諸塞州東南部，新貝德福德收到了9.5英寸（240毫米的降雨，EF0龍捲風降落在科德角的丹尼斯。

#### 加拿大大西洋省份
9月2日，來自艾達殘骸的大雨淹沒了加拿大的沿海省份，據報導多次停電。位於芬迪灣的布賴爾島就在新斯科舍省海岸附近，降雨量為4.8英寸（121毫米）。新斯科舍省盧嫩堡的陣風達到53英里/小時（85公里/小時）。加拿大環境部報告說，愛德華王子島夏洛特顿的降雨量為5.07英寸（128.8 mm） 。全省24小時內的礦石降雨量超過任何平均月份。諾森伯倫海峽內外的陣風高達62 mph（100 km/h）。
9月3日，在魁北克，馬格達倫群島的降雨量為3.9英寸（100 mm），沖洗了道路的各個部分，特別是在 L'Étang-du-Nord 附近和 Havre-Aubert 地區。學校在9月3日停課。在其他地方，根據加拿大氣象局指出，加斯佩半島、安蒂科斯蒂島和下北岸的降雨量為2.0—3.9英寸（50—100 mm） 。降雨導致洪水氾濫，迫使從Grande-Vallée 到 Rivière-au-Renard 的 Gaspé 地區的幾所房屋和養老院撤離，道路封閉，積雪量超過3.9英寸（100毫米）。此外，這些地區的風速達到3.9英寸（100 mm），引发了強烈的風暴潮。
在紐芬蘭和拉布拉多，1.2—2.4英寸（30—60 mm） 的降雨在紐芬蘭中部和西部地區，在 La Scie 站（Baie Verte 附近）记录至2.63英寸（66.8 mm）。}Wreckhouse 的風速達到了 68 英里/小時（110 公里/小時），西南的斯蒂芬維爾的風速達到了55 mph（88 km/h）。

## 善后

### 美國

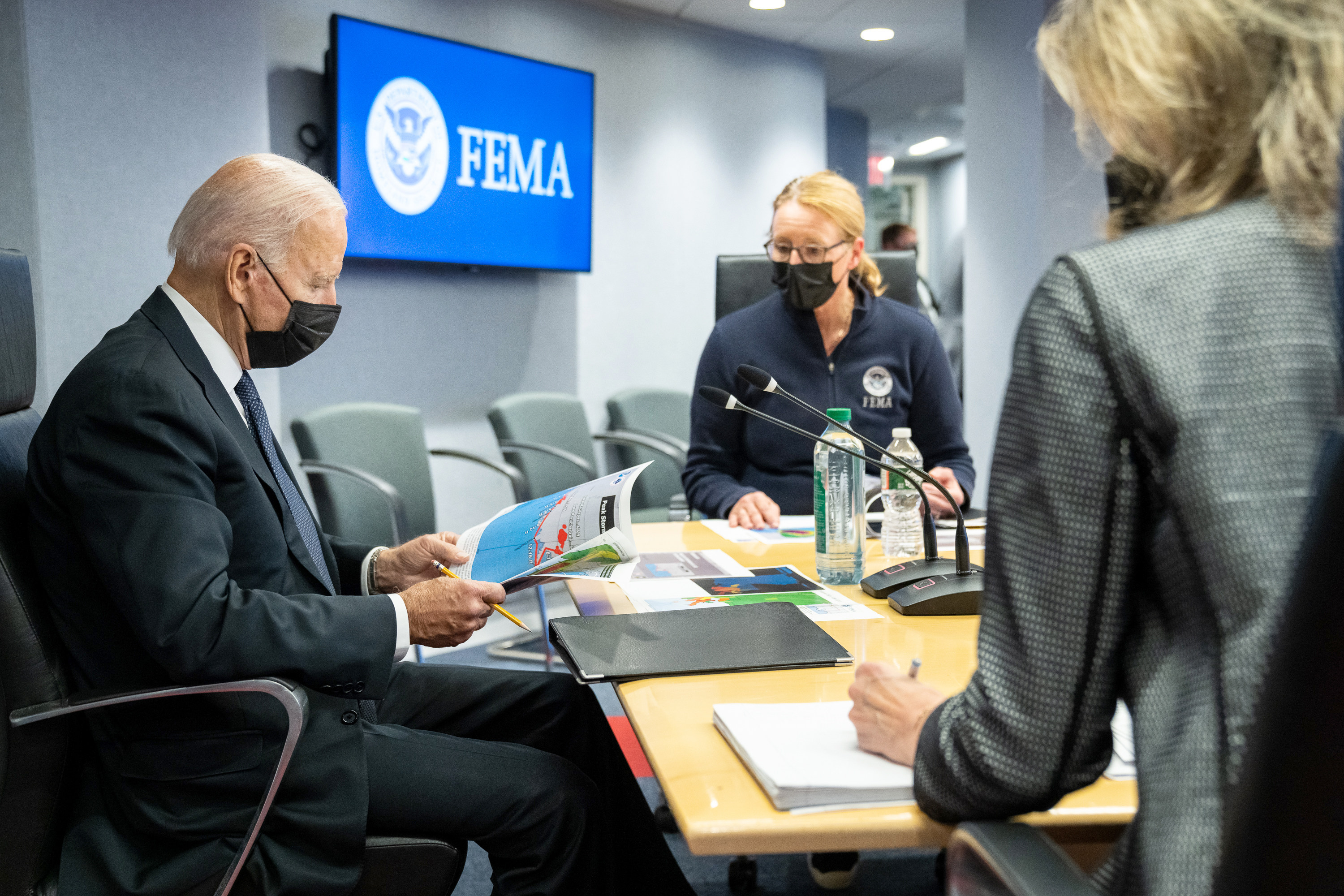
U.S.總統喬拜登於9月2日會見聯邦緊急事務管理署官員

風暴關閉了幾乎所有墨西哥灣沿岸的石油生產，約占美國總量的15%。路易斯安那州大陸煉油廠也被關閉，佔全國產能的12.5%。由於颶風，殖民管道部分關閉。這種綜合因素導緻美國石油和汽油產品的價格上漲，经济損失的早期估計在1500萬美元到250億美元之間。海灣地區離岸和陸上地區的保險損失高達350億美元。

#### 路易斯安娜州
從新奧爾良的大規模停電中恢復原先估計需要數週時間。但大部分電力在10天內恢復了。通過修復來自斯萊德爾的輸電線路並使新奧爾良發電站同步上線。馬薩諸塞州特遣部隊於8月29日向巴吞魯日派遣了一支80人的小組，以幫助應對艾達的影響。該小組由緊急醫療技術人員、醫生、結構、通信和後勤專家以及急診室技術人員等組成。受艾達影響的低收入社區的人們難以離開。德克薩斯州和南卡羅來納州等州区以及全國性的非營利組織也收集了捐款，分發給受害者並幫助搜救行動。
部署了5,000多名國民警衛隊成員，全國有25,000多名工人支持复原工作。美國總統喬·拜登宣布該州發生重大災難，從而可以提供額外的資金和恢復。艾達之後悶熱的天氣條件使許多沒有電力和食物的倖存居民的生活質量惡化。在艾達离开後，超過200萬人被置於高溫警告之下。官員們表示，部分地區可能在長達一個月的時間內無法恢復供電，由於酷热的天气，這一延誤可能會危及生命。
路易斯安那州國民警衛隊調動了4,900名警衛人員，並派出了約200輛高水位車輛，以及70多艘救助艇和30架直升機。到8月30日下午，工作人員檢查了400所房屋後，已救出191人和27隻寵物。州長約翰貝爾愛德華茲表示，損失是“災難性的”，官員們認為死亡人數“可能會大幅上升”。杜蘭大學宣布計撤離所有剩餘學生的校園並將他們帶到休斯頓。許多人逃到商店買食物和水，也逃到加油站购買燃料。約翰·貝爾·愛德華茲 (john Bel Edwards) 在對該州堤防的初步調查中說，它們按預期工作並擋住了出水。
8月30日，原定於 9月4月舉行的杜蘭和俄克拉荷馬大學橄欖球比賽將從新奧爾良移至俄克拉荷馬州諾曼，儘管杜蘭仍會被視為主隊。9月3日，杜蘭大學原定於9月11日對陣摩根州立大學的第二場主場比賽被轉移到阿拉巴馬州的伯明翰的軍團球場。原定於9月17日至18日對陣 UAB 的杜蘭排球錦標賽，山姆·休斯頓和德克薩斯理工大學也搬到了伯明翰，並在 UAB 的巴托競技場內舉行。所有粉絲均可免費參加兩項賽事。8月31日，新奧爾良聖徒隊宣布他們計劃在2021年NFL賽季的前四個星期使用沃斯堡地區的臨時設施。第二天，他們在 9月12日對陣綠灣包裝工的賽季揭幕戰被轉移到傑遜維爾的TIAA銀行球場。

#### 東北部

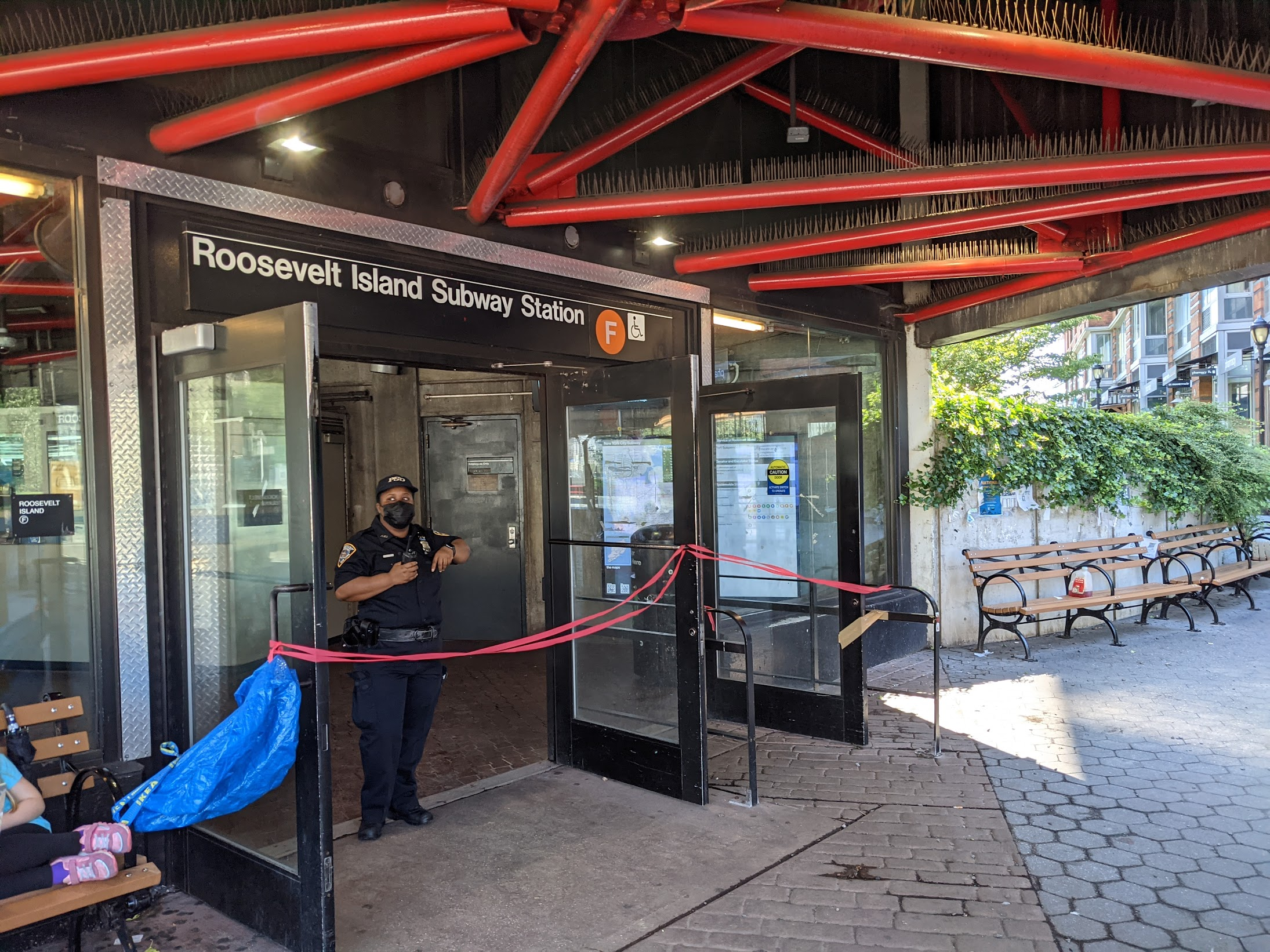
颶風艾達的殘留云系物淹沒了許多紐約地鐵隧道，關閉了大部分大都會運輸署 的系統。

州長凱西·霍赫爾 (Kathy Hochul) 和菲爾·墨菲(Phil Murphy) 在紐約宣布進入緊急狀態，包括紐約市以及]]新澤西州]]。由於洪水或惡劣天氣造成的破壞，新澤西州的幾個公立學區推遲或取消了課程。紐瓦克自由國際機場的航站樓遭受洪水侵襲，所有航班都停飛。第二天早上繼續運營，航班延誤和取消。9月2日，宣布由於SHI體育場周圍發生大洪水，原定於當天舉行的羅格斯大學和坦普爾大學橄欖球首場比賽將推遲到9月4日進行。康涅狄格州州長內德·拉曼特在大範圍洪水之後也宣布整個州進入緊急狀態。

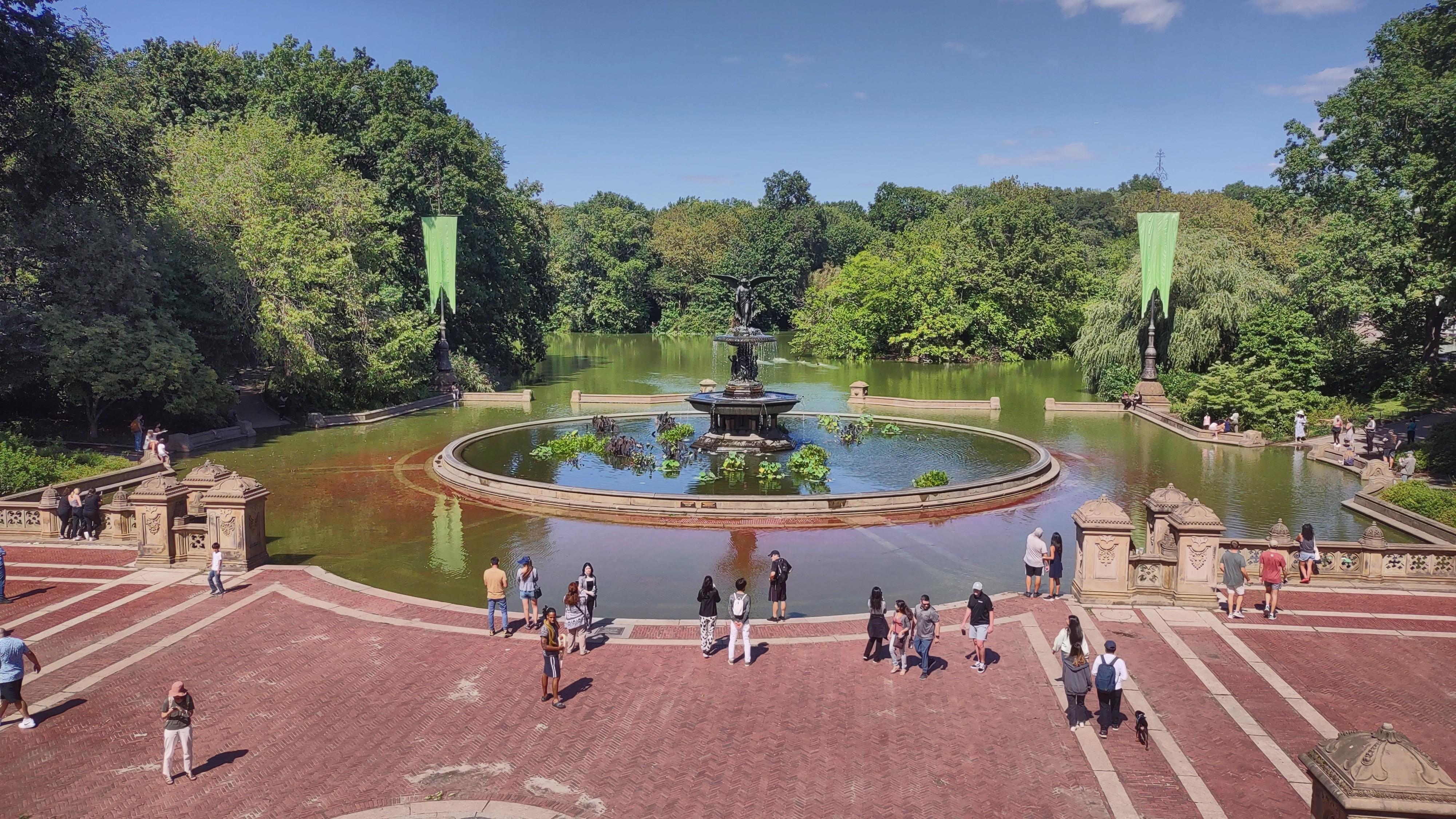
大部分洪水退去後的Bethesda Terrace

在費城、特拉華州北部和紐約州的部分地區，暴風雨過後的第二天，許多救援人員被派船穿過被洪水淹沒的街道。當天僅在賓夕法尼亞州共发起數千次救援行動，急救人員在紐約市洪水氾濫之夜幫助社區從停止的地鐵列車中恢復安全。有些人被困了一夜。接下来的一天里，該市也見證了數百次救援行動。
洪水導致[曼維爾的幾所房屋和企業起火。这幾所建筑在因公用設施損壞而爆炸後燃燒了幾個小時。由於洪水氾濫，消防人員無法到達他們身邊。據說安維爾是全州最嚴重的洪水。該州其他值得注意的洪水發生在伍德布里镇、卡特雷特、拉威、珀斯·安博伊、纽华克、泽西市和帕特森。
總統喬·拜登(Joe Biden) 評論了風暴殘餘帶來的洪水氾濫，稱紐約週三的降雨量比“通常整個9月”都要多。紐約市市長比爾·白思豪}表示，艾達“與我們以前見過的任何飓風或風暴都与众不同”。這座城市的大部分死亡事件發生在皇后區。中央公園的降雨量打破了2週的記錄，而新澤西州的紐瓦克則打破了62年的記錄。來自東北部的估計損失為160-240億美元。

## 除名
2022年4月27日，在四區協颶風委員會第44屆會議上，由於在美國大部分地區造成的極端破壞和生命損失，世界氣象組織决定將 艾達 從其命名名單中除名，並且永遠不會再使用。在2027年颶風季取而代之的是 伊馬尼 。